# カード (護衛空母)
カード (USS Card, AVG/ACV/CVE/CVHE/CVU/T-CVU-11/T-AKV-40) は、アメリカ海軍の護衛空母。ボーグ級航空母艦の1隻。

## 艦歴
カードは海事委任契約の下ワシントン州タコマのシアトル・タコマ造船所で1941年10月27日にC-3貨物船（船体番号178）として起工した。1942年2月27日にJ・ペリー夫人によって AVG-11（航空機搭載護衛艦）として進水し、8月20日に ACV-11（補助空母）に艦種変更、1942年11月8日にJ・B・サイクス艦長の指揮下就役した。
カードは1943年1月18日にサンディエゴを出航し、2月1日にハンプトン・ローズに到着、チェサピーク湾で訓練を行う。5月14日から6月1日まで北アフリカ侵攻作戦のための航空機と兵員をニューヨークからカサブランカに向けて輸送し、7月5日にノーフォークに帰還する。1943年7月15日に CVE-11（護衛空母）に艦種変更され、その後第21.14任務群の旗艦としてノーフォークを出航、ドイツ潜水艦に対する対潜水艦攻撃作戦に従事した。1943年7月27日から9月10日まで行われた巡航は成功し、カードの艦載機部隊は8月7日に U-117 を北緯39°32′、西経38°21′で、8月9日に U-664 を北緯40°12′、西経37°29′で、8月11日に U-525 を北緯41°29′、西経38°55′で、8月27日に U-847 を北緯28°19′、西経37°58′の海域で撃沈している。
9月25日から11月9日まで行われた二度目の巡航では、より一層の戦果を挙げた。カードの艦載機部隊は10月4日に燃料補給を行う4隻の潜水艦を発見し、そのうち2隻を撃沈した。U-460：北緯43°13′、西経28°58′、U-422：北緯43°18′、西経28°58′。9日後、北緯48°56′、西経29°41′の海域で U-402 を撃沈した。10月31日には北緯49°14′、西経31°55′の海域で U-584 を撃沈している。この巡航で最後の戦果となった5隻目は11月1日にカードの護衛によって撃沈された。激烈な海上での戦闘の後、駆逐艦ボリー (USS Borie, DD-215) は U-405 と激突しこれを北緯50°12′、西経30°48′の海域で撃沈した。しかしながらボリーの損傷も激しく、翌日バリー (USS Barry, DD-248) によって海没処分された。7月27日から10月25日までの対潜活動の功績で、カードとその任務群は殊勲部隊章を受章した。
カードは11月24日に北大西洋に向けて出航し、三度目の対潜水艦作戦巡航を開始した。12月23日の遅くに部隊はウルフパックに遭遇し、カードは5時間の間に敵と12回の接触があった。シェンク (USS Schenck, DD-159) は U-645 を北緯45°20′、西経21°40′で撃沈した。しかし別の駆逐艦、リアリー (USS Leary, DD-158) は3隻の潜水艦により北緯45°00′、西経22°00′の海域で沈められた。シェンクがレアリーの生存者を救助する間、カードはディケーター (USS Decatur, DD-341) のみを護衛として一晩中潜水艦を回避した。部隊は1944年1月2日にノーフォークに帰還した。
3月18日から5月17日までカードはノーフォークとカサブランカ間での輸送任務に従事する。その後オーバーホールを行い、6月4日にクォンセット・ポイントに向けて出航、パイロットの認証訓練を行う。6月21日にノーフォークに帰還し、第22.10任務群の核として活躍した。対潜水艦部隊は6月25日にノーフォークを出航、7月5日に二隻の護衛駆逐艦、トーマス (USS Thomas, DE-102) とベーカー (USS Baker, DE-190) が、U-233 を北緯42°16′、西経59°49′の海域で撃沈した。重傷の艦長を含む30名の潜水艦乗組員が救出され、カードは翌日彼らをボストンに輸送した。
カードの次の対潜水艦巡航はカリブ海で7月10日から8月23日まで行われたが、目立った戦果は挙げられなかった。9月18日に第22.2任務群の旗艦に指定され、アゾレス諸島沖から偵察巡航を行い、10月12日にはイギリス海軍第9護衛艦隊と協力して対潜水艦作戦を行った。1944年12月1日から1945年1月22日まで偵察巡航を行った後、カードはフィラデルフィア海軍造船所でオーバーホールに入り、2月7日に完了するとリバプールに向けて陸軍の航空機と陸軍、海軍の兵員を輸送し、3月12日にノーフォークに帰還した。3月21日から5月24日までカードはクォンセット・ポイントを拠点としてパイロットの認証訓練を行う。6月21日から24日まで兵員と航空機をグアンタナモ湾へ輸送し、その後パナマ運河を通過して真珠湾及びグアムに物資を輸送、1945年8月14日にサンディエゴに帰還する。戦争が終了するとマジック・カーペット作戦に配属され、8月21日から12月16日まで真珠湾と西海岸を二往復し帰還兵を帰国させた。
カードは1946年1月7日にアラメダを出航し、5月13日にノーフォークで予備役となる。1955年6月12日に CVHE-11（ヘリコプター護衛空母）に艦種変更され、1958年7月1日には CVU-11（雑役空母）に、1959年5月7日に AKV-40（貨物航空機運搬艦）に再変更された。
1964年5月2日にカードは南ベトナム民族解放戦線の潜水部隊によってサイゴンの波止場で触雷して沈没、5名が死亡した。5月19日に引き揚げられ、12月11日に任務に復帰した。
カードは殊勲部隊章に加えて第二次世界大戦の戦功で3つの従軍星章を受章した。